# Palazzo Nicolò Lomellini
Il palazzo Nicolò Lomellini, anche detto palazzo Lauro (dal nome dell'armatore che lo ristrutturò dopo la seconda guerra mondiale), è un edificio storico italiano, sito in piazza della Nunziata 5, nel centro storico di Genova. È uno dei Palazzi dei Rolli che furono designati, al tempo della Repubblica di Genova, a ospitare gli ospiti di alto rango durante le visite di stato per conto del governo genovese.

## Storia e descrizione
Fondato da Nicolò Lomellini, che ne amplia il giardino nel 1567, si ha notizia di una sua ricostruzione nel secolo successivo. È indicato tra i palazzi più superbi del 1797 a nome di Giuseppe Lomellini, che poco dopo lo cede al marchese Giacomo Durazzo. Nel XIX secolo si registrano numerosi passaggi di proprietà tra le famiglie Durazzo e De Mari.
Nel 1949, il nuovo proprietario, l'armatore Achille Lauro, avvia un restauro dell'edificio e la parziale ricostruzione necessari in seguito ai danni provocati dai bombardamenti dell'ultimo conflitto mondiale, affidando l'opera all'architetto Robaldo Morozzo della Rocca: viene conservata la facciata originale sulla piazza mentre la volta a ombrello del nuovo atrio viene abbellita da un grande affresco con angeli e architetture a sfondato prospettico di Francesco Campora, smurato dal salone di un palazzo Grimaldi di via San Luca. Lo scalone che giunge fino all'ultimo piano è aperto verso il cavedio con pareti decorate ad affresco nel 1952, nelle quali sono rappresentate le quattro Repubbliche marinare Genova, Venezia, Pisa ed Amalfi, ed Achille Lauro viene raffigurato come Nettuno.
In seguito alla morte di Achille Lauro, nel 1982, l'edificio rimane abbandonato e trascurato per due decenni.
Nel 2002 il Palazzo venne acquisito da una società immobiliare e sottoposto a un progetto di restauro durato alcuni anni. Nell'opera di restauro furono conservati, intarsiati nei marmi dei tavoli e negli stucchi al piano nobile, la stella (simbolo della compagnia di navigazione) e l'alloro (celebrazione del comandante), mentre sulla facciata al centro dell'avancorpo fu mantenuta la storica scritta "Flotta Lauro", fatta apporre dall'armatore deceduto, che sovrasta il portone ad arco del palazzo.
Il palazzo è visitabile in occasione dei Rolli Days, iniziativa organizzata dal Comune di Genova.

## Galleria d'immagini

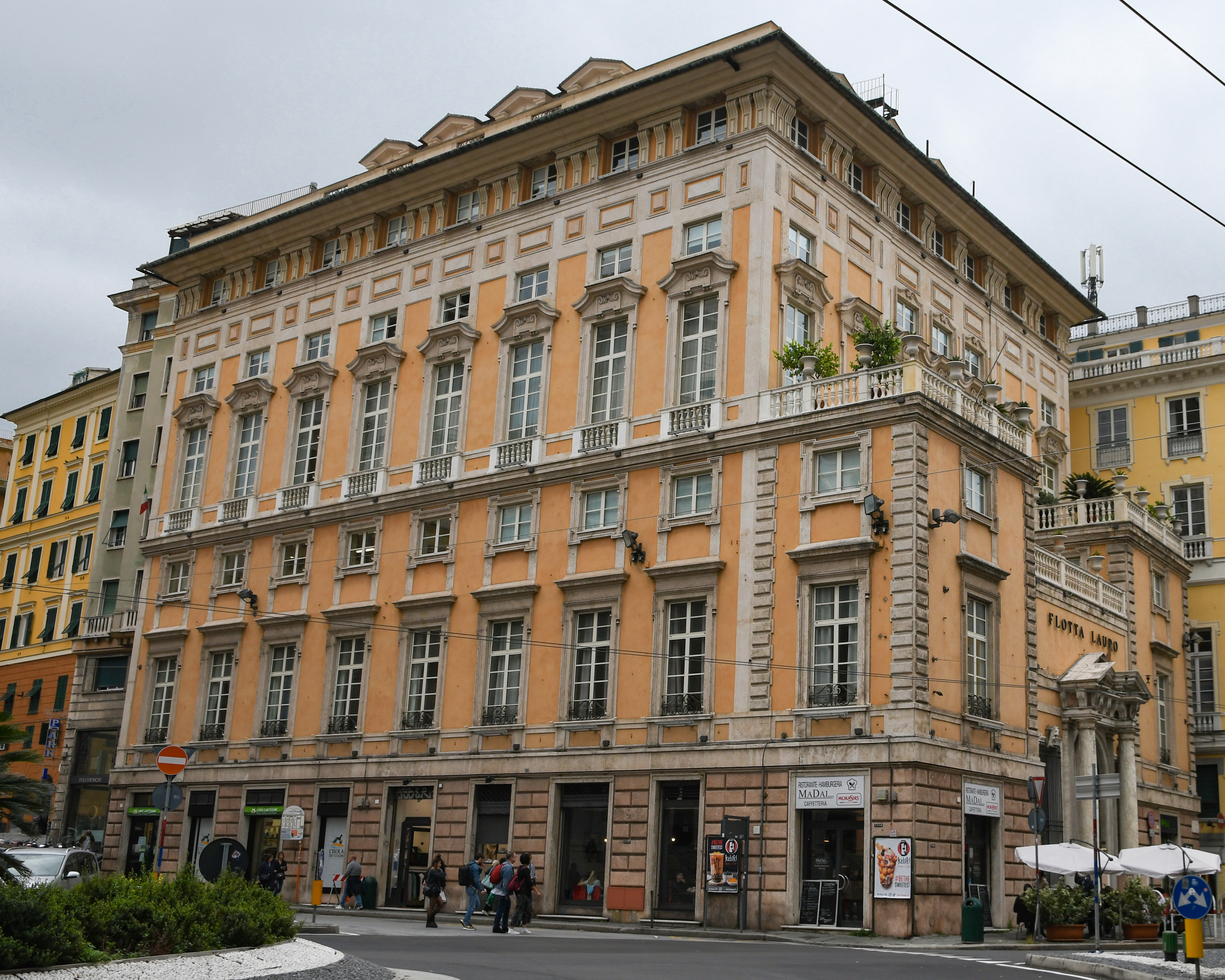
La facciata dal lato di Piazza della Nunziata
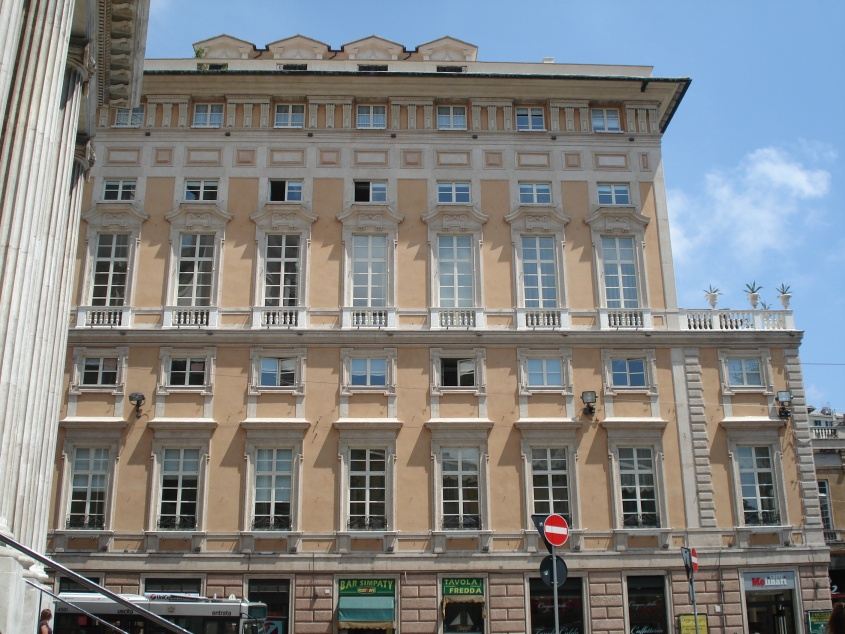
La facciata verso Piazza della Nunziata
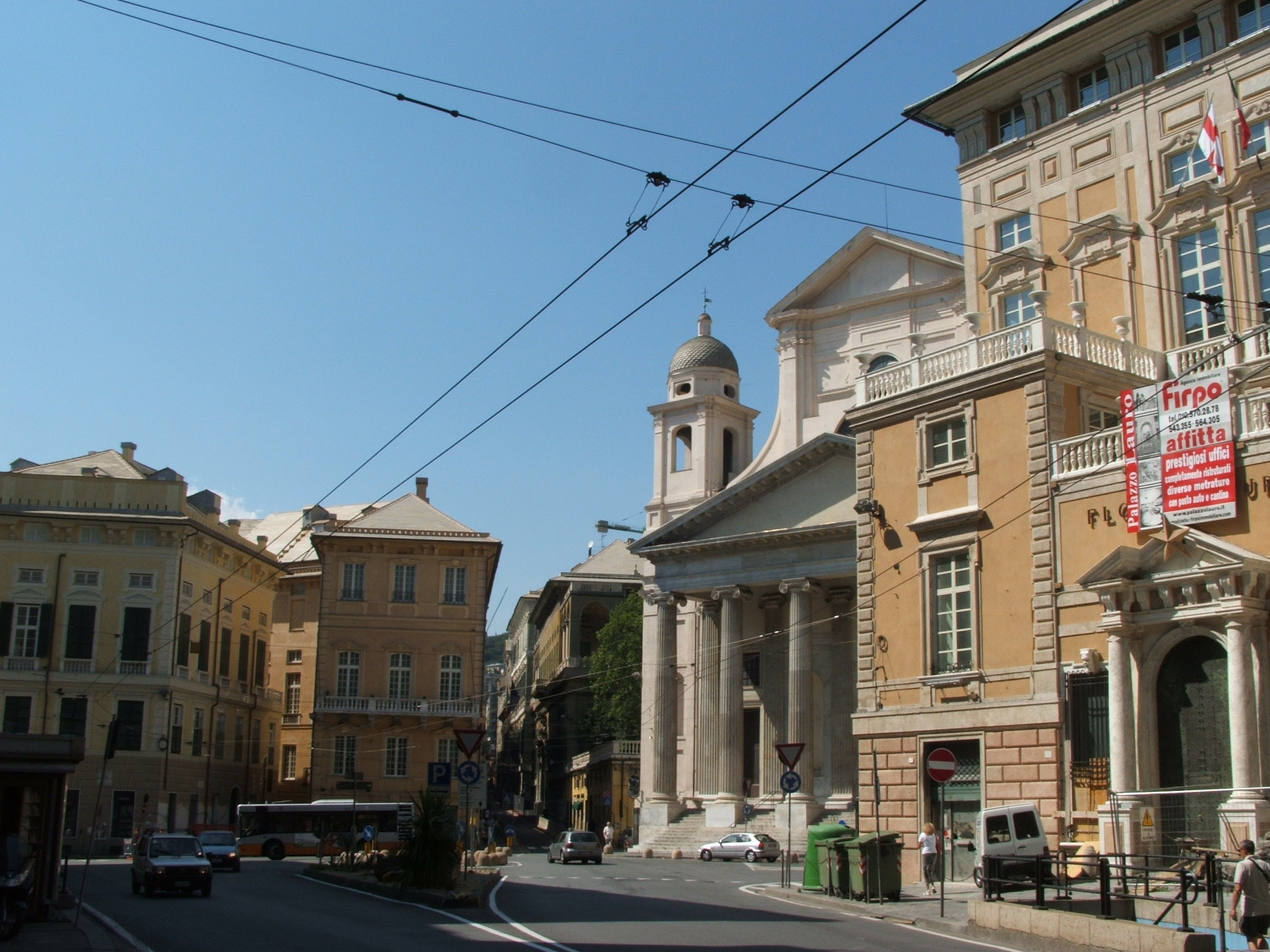
La basilica del Vastato e, sulla destra, il palazzo